# Danielle Simonnet

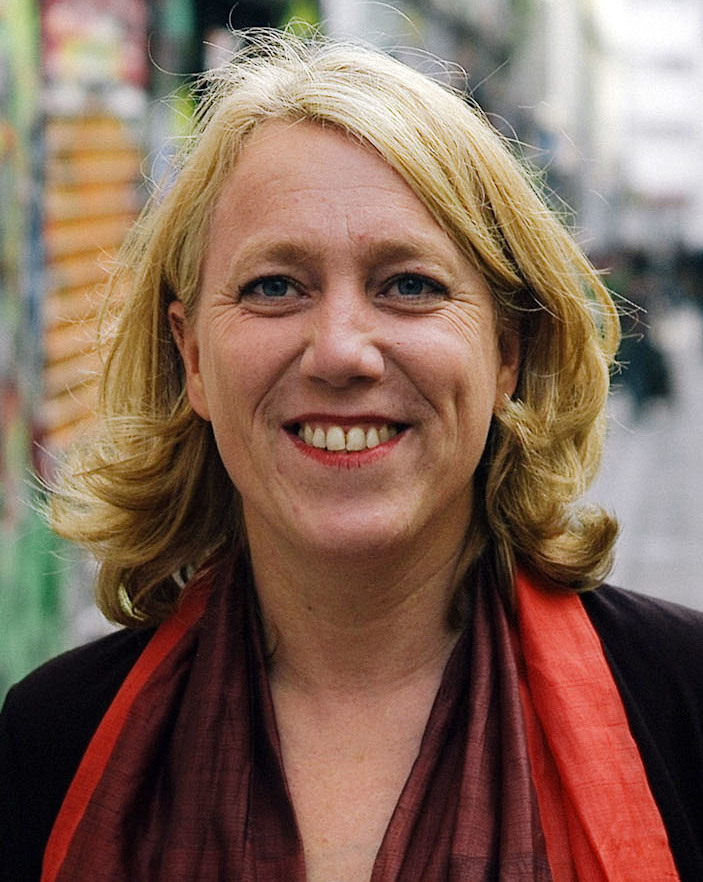
Danielle Simonnet (2013)

Danielle Simonnet (geboren am 2. Juli 1971 in Montereau-Fault-Yonne (Seine-et-Marne)) ist eine französische Politikerin. Sie ist Mitglied der Parti de Gauche (PG) und von La France insoumise (LFI). Zusammen mit Éric Coquerel war sie von 2015 bis 2021 Koordinatorin der PG. Im Jahr 2001 wurde sie zur Stadträtin des 20. Arrondissements von Paris und 2008 zur Stadträtin von Paris gewählt. Am 19. Juni 2022 wurde sie zur Parlamentsabgeordneten gewählt.

## Politische Laufbahn

### Die Anfänge
Danielle Simonnet engagierte sich während der ersten Klasse am Gymnasium gegen den Gesetzentwurf Loi Devaquet sowie während ihres Psychologiestudiums in Nanterre in der Studentenvereinigung l’Union nationale des étudiants de France – Indépendante et démocratique und nahm an der Bewegung gegen den Vertrag zur beruflichen Eingliederung teil.
1989 trat sie, von Jean-Christophe Cambadélis gedrängt, der Sozialistischen Partei Frankreichs (PS) bei. Zur Zeit des Golfkriegs schloss sie sich der Strömung Gauche socialiste (GS) an. Später wurde sie Schulpsychologin im Département Seine-Saint-Denis.
Im Jahr 2000 wurde sie in das Kabinett des damaligen Ministers für berufliche Bildung, Jean-Luc Mélenchon, aufgenommen.
Als Vorsitzende der Vereinigung Pour la République sociale in Paris setzte sie sich für das „Nein“ beim Referendum 2005 über die EU-Verfassung ein.

### PG und LFI
Nach dem Parteitag von Reims trat Simonnet aus der PS aus und folgte Jean-Luc Mélenchon, um sich der Parti de gauche anzuschließen. Sie wurde deren Generalsekretärin.
Bei den Regionalwahlen 2010 in der Region Île-de-France kandidierte sie für die Wahlplattform Front de gauche auf der Liste für Paris und nahm anschließend an der Kampagne von Jean-Luc Mélenchon für die Präsidentschaftswahl 2012 teil.
Am 5. Juli 2015 wurde sie auf dem vierten Parteitag zusammen mit Éric Coquerel zur Koordinatorin der PG gewählt. Neben der PG trat sie auch der Partei La France insoumise (LFI) bei, als diese im Februar 2016 von Jean-Luc Mélenchon gegründet wurde. Sie wurde daraufhin nationale Sprecherin dieser Partei.
Simonnet wurde im Juni 2018 von den türkischen Behörden zusammen mit den anderen Mitgliedern der PG-Delegation, die den Ablauf der Parlamentswahlen beobachten wollte, in Polizeigewahrsam genommen.
Im Dezember 2018 übernahm sie den Aufbau und die Leitung des Pôle d'écoute et de vigilance contre les violences sexistes et sexuelles, einer Einrichtung, die später zum Comité de suivi contre les violences sexistes et sexuelles von La France insoumise werden sollte. Im Jahr 2020 übernahm Sarah Legrain die Leitung dieses Komitees.
Im März 2021 wurde sie als Ko-Koordinatorin der Parti de gauche zusammen mit Éric Coquerel durch Hélène Le Cacheux und Jean-Christophe Sellin ersetzt.
Im Dezember 2021, einige Monate nach den Investituren für die Parlamentwahlen von Juni 2022. Sophia Chikirou, sehr enge Kommunikationsberaterin von Jean-Luc Mélenchon, erhob den Anspruch sich im 15. Bezirk Paris präsentieren, die Bastion von Danielle Simonnet, historische Figur von LFI. Diese widerspricht, zunächst erfolgreich. Angesichts dieser Ablehnung beschließt das LFI -Wahlkomitee, Sophia Chikirou deshalb im Nachbarbezirk zu unterstützen. Diesmal sind es die ortlichen Aktivisten, die nicht zustimmen. Danielle Simonnet wird aber von Jean-Luc Mélenchon persönlich beschuldigt, lokal eine Anti-Chikirou-Kampagne zu leiten. Simonnet verneint und versichert keinerweise daran beteiligt zu sein. Vergeblich. Jean-Luc Mélenchon persönlich schickt ihr einen Salve von bittere nachrichten über Telegram und seine Anhänger ignorieren Simonnet in die Öffentlichkeit. 
Dezember 2022. Der nördliche LFI-Abgeordnete, Adrien Quatennens, der Melechon sehr nah ist, wird wegen häuslicher Gewalt gegen seine Ex-Frau verurteilt zu vier Monaten Freiheitsstrafe auf Bewährung. Zeitgleich kündigt er in einem Interview mit BFM-TV an, das er "ab Januar" zur National-Versammlung zurückkehren wolle. Das spaltet LFI. Er genießt die volle Unterstützung von Melenchon. Danielle Simonet gehört mit Raquel Garrido, Clementine Autain, Sarah Legrain, Marianne Maximi, François Ruffin, zu den schärfsten LFI-Kritikerinnen Quatennens. In einer offenen Tribüne, die am 26. Dezember 2022, in die Zeitung Le Monde veröffentlicht wurde, empören sich mehr als tausend LFI- oder NUPES-Aktivisten und äußern sich gegen die Absicht des wegen Häusliche Gewalt verurteilten Abgeordneter. Das werden sie büßen. All die jenigen, die den Chef auch nur leise kritisieren, ziehen über Nacht den Schwarzen Peter, werden aus Diskussionsgruppen ausgeschlossen, der Wahlführung entzogen, in ihrer Funktion innerhalb LFI ohnen Vorwarnung ersetzt usw. Das erregt die Aufmerksamkeit von zwei Journalisten, Charlotte Belaïch und Olivier Pérou, die beschließen, dies zu dokumentieren.
9. Juni 2024: Emmanuel Macron löst die Nationalversammlung auf, da der Rassemblement National, die französische Rechte Partei, gerade die Europäischen Wahlen weitgehend gewonnen hat und sont an der Macht kommen könnte. Trotz enttäusche Ergebnisse, LFI erklärt sich als Wahlsieger unter anderen weil Melechon kurz vor der Wahl geschafft hat, ein Bundnis der Linke zu bilden, namens Nouveau Front Populaire Ecologique et Social (NUPES) und weil Melenchon vor dieser Wahl, die LFI-Abgeordneten, die Meinungsverschiedenheiten zum Ausdruck gebracht hatten, nicht für LFI kandidieren lassen hat: François Ruffin, Clémentine Autain, Raquel Garrido, Alexis Corbière, Hendrik Davi ... Die meiste dieser "Dissidenten" werden trotzdem meistens problemlos wieder gewählt. Darunter Simonnet.
Doch Melenchon erregt weiter Aufmerksamkeit durch zumindest zwilichtige Stellungen, besonders als klar Antisemit — auch Anti-Deusch LFI spaltet sich weiter. Rumoren werden immer lautet: Melenchon-Kritiker werden systematisch angeeckelt.
2025 beschließt Simonnet, das Beispiellose Schikanieren und Belästigen dem französischen Enthüllungsjournalisten von "Ergänzende Untersuchung" offenzulegen, welches daraus am Donnerstag, den 24. April 2025, dem LFI -Führer ein TV-Dokumentar widmet. Weiterhin belegt sie die Melenchon Methoden den beiden oben erwänten Journalisten, die inszwischen genug Stoff gesammelt hatten um ein Buch daraus zu schrieben: "Die Meute".

### Stadträtin von Paris

#### Die Wahlen
Bei den Kommunalwahlen 2001 wurde sie zur Stadträtin des 20. Arrondissements von Paris gewählt. Nachdem sie bei der internen Vorwahl der PS für das Bürgermeisteramt dieses Arrondissements den zweiten Platz belegt hatte, wurde sie 2008 auch Stadträtin von Paris für diesen Bezirk.
Im Vorfeld der Kommunalwahlen 2014 in Paris wurde Simonnet zur Spitzenkandidatin auf der Liste der Parti de gauche (Liste „À Paris, place au peuple!“) ernannt, da die Partei dazu aufgerufen hatte, in dieser Stadt von der PS unabhängige Listen zu bilden. In dieser Funktion veröffentlichte sie im September 2013 ein Buch, in dem sie ihre wichtigsten programmatischen Leitlinien für die Stadt Paris vorstellte. Da sie nun in der Opposition gegen die von Bertrand Delanoë angeführte Mehrheit war, stimmte sie gegen den letzten Haushalt der Legislaturperiode. Ein Teil der Linksfront, darunter die kommunistische Partei, verbündete sich jedoch bereits im ersten Wahlgang mit den Listen der PS, während andere Mitglieder die Position der PG teilten. Im ersten Wahlgang war sie die einzige Spitzenkandidatin der Linksfront, die im 20. Arrondissement die 10-Prozent-Marke überschritt. Die anderen Listen, die ihre Kandidatur unterstützen, überschritten in sieben weiteren Arrondissements die 5-Prozent-Hürde. Da es zwischen den Wahlgängen keine Fusion der Listen gab, blieb sie als einzige im Rennen und erreichte im zweiten Wahlgang 13,66 Prozent, womit sie drei Sitze im Bezirksrat und einen Sitz im Conseil de Paris errang. Dort saß sie als fraktionslose Abgeordnete.
Im Oktober 2018 versuchte Simonnet, für La France insoumise bei den Kommunalwahlen 2020 für das Amt der Bürgermeisterin von Paris zu kandidieren. Im März 2019 gründete sie die Bewegung „Paris en commun“ (Paris gemeinsam) mit dem Vorhaben, die für den Sommer 2024 in der Hauptstadt geplanten Olympischen Spiele zu verhindern. Simonnet musste den auch von Anne Hidalgo verwendeten Namen „Paris en commun“ aufgeben, und initiierte im Juli 2019 gemeinsam mit dem Aktivisten Claudio Pulgar-Pinaud den Aufruf „Décidons nous-mêmes“ (Entscheiden wir selbst). Im November wurde dieser Aufruf in „Décidons Paris“ umbenannt und Simonnet wurde mit Unterstützung von La France insoumise gleichrangig zusammen mit Vikash Dhorasoo für den ersten Listenplatz nominiert. Im Rahmen dieser Kampagne veröffentlichte sie im Januar 2020 das Buch Paris, les moineaux reviendront (Paris, die Spatzen werden zurückkehren). Ihre Liste erreichte im ersten Wahlgang nur 4,6 Prozent der abgegebenen Stimmen. Dennoch gelang es ihr, sich im 20. Arrondissement mit 10,9 Prozent der abgegebenen Stimmen für den zweiten Wahlgang zu qualifizieren, in dem sie mit 12,4 Prozent als Stadträtin von Paris wiedergewählt wurde. Damit bleibt sie die einzige gewählte Vertreterin ihrer Partei im Pariser Stadtrat.

#### Die stellvertretende Bürgermeisterin
2001 wurde Danielle Simonnet stellvertretende Bürgermeisterin des 20. Arrondissements. zuständig für Jugend, Aufnahme in die Staatsbürgerschaft und für Nicht-EG-Bürger. In dieser Funktion initiierte sie in dem Arrondissement den ersten paritätisch besetzten „Rat für die Bürgerschaft der Einwohner aus Nicht-EG-Staaten“.
Sie sprach sich für die Kommunalisierung von Vélib' aus. Danielle Simonnet veranstaltete außerdem einen neuen conférence gesticulée (gestikulierten Vortrag), mit dem Titel Paris vendu, in dem sie anprangert, dass ihrer Meinung nach „die Finanzwelt die Arbeiter- und Mittelschicht aus Paris vertrieben hat“. Im November 2019 bezog sie Stellung gegen digitale Werbung in den Schaufenstern der Hauptstadt.

### Kandidaturen für das Parlament
Danielle Simonnet kandidierte bei der Parlamentswahl 2012 im sechsten Wahlkreis von Paris. Im ersten Wahlgang erhielt sie 16,3 Prozent der Stimmen und landete damit auf dem dritten Platz hinter dem Kandidaten der UMP (18,3 Prozent) und Cécile Duflot, der Generalsekretärin der EELV (48,7 Prozent).
Bei der Parlamentswahl 2017 kandidierte sie im sechsten Wahlkreis von Paris für die LFI. Im ersten Wahlgang lag sie mit 18,8 Prozent der Stimmen auf dem zweiten Platz hinter dem LREM-Kandidaten Pierre Person (39,4 Prozent) und vor der amtierenden Abgeordneten Cécile Duflot (14,7 Prozent). Im zweiten Wahlgang unterlag sie mit 49 Prozent der Stimmen.
Sie kandidierte für die LFI im fünfzehnten Wahlkreis von Paris bei der Nachwahl 2021, die durch den Rücktritt der sozialistischen Abgeordneten George Pau-Langevin ausgelöst wurde. Im ersten Wahlgang erreichte sie mit 20,8 Prozent der abgegebenen Stimmen den zweiten Platz hinter der Kandidatin der PS, Lamia El Aaraje (25,7 Prozent). Im zweiten Wahlgang unterlag sie mit 43,4 Prozent der Stimmen ihrer sozialistischen Konkurrentin.
Danielle Simonnet kandidierte bei der Parlamentswahl 2022 im fünfzehnten Wahlkreis von Paris, wobei sie von der Nouvelle Union populaire écologique et sociale nominiert wurde. Sie wurde im zweiten Wahlgang mit 58,45 Prozent der Stimmen gegen die als Unabhängige kandidierende sozialistische Kandidatin Lamia El Aaraje, gewählt.

## Schriften
- À Paris, place au peuple !, Leprince; Paris 2013.
- Paris, les moineaux reviendront!, Au Diable Vauvert, Vauvert 2019. ISBN 1-030-70336-1